# Cueta omana
Cueta omana is een insect uit de familie van de mierenleeuwen (Myrmeleontidae), die tot de orde netvleugeligen (Neuroptera) behoort. 
Cueta omana is voor het eerst wetenschappelijk beschreven door Hölzel in 1983.